# 本間亮次
本間 亮次（ほんま りょうじ、1987年3月17日 - ）は、日本の洋画家。神奈川県横浜市出身。逗子市に自身のアトリエ「atelier HOMMA RYOJI」を構えている。2010年から横浜市、日本橋、高知県、横須賀市、逗子市などで個展を開催。

## 略歴
- 1987年 - 横浜に生まれる
- 2005年 - イラストレーターとして活動が始める。同時に音楽やサブカルチャーと融合し各地でライブペイントを始める。
- 2010年10月〜2012年 - 画家・山川茂に師事。
- 2012年 - 神奈川県立逗子高等学校に「SUPER NOISE」画 F50号 寄贈。「愛の方程式」画 F80号 古民家ミュージアム所蔵。
- 2014年 - 「光の水平線」画 P30号 古民家ミュージアム所蔵。

## 受賞歴
- 2011年 - 「評論家賞」を受賞 (日本清興美術協会展) [1]
- 2013年 - 「会員努力賞」を受賞 (日本清興美術協会展) [1]
- 2014年 - 「日本調剤芸術奨励賞」を受賞 (日本清興美術協会展) [1]

## 活動歴
- 2011年 7月 - 個展 みつい画廊 @横浜市
- 2011年 8月 - 作品展示 Gallery G2 Exhibition 2011 in KOREA (韓国ソウル出展)
- 2011年 9月 - 個展 bee talk @横浜市
- 2011年12月 - 個展 San Bruno @日本橋
- 2012年 5月 - 個展 ぎゃらりー彩光 @横浜市
- 2012年10月 - 個展 ギャラリー556 @高知県
- 2013年 3月 - 子どもフェスティバル @逗子市文化プラザ ライブペインティング・作品展示 （逗子市）
- 2013年 5月 - 個展 ぎゃらりー彩光 @横浜市
- 2014年 1月 - 個展 atelier HOMMA RYOJI @逗子市
- 2014年 4月 - 個展 ぎゃらりー彩光 @横浜市
- 2014年10月 - 個展 Gallery F.ROUTE @横須賀市
- 2015年 2月 - 個展 atelier HOMMA RYOJI @逗子市
- 2015年 4月 - 個展 ぎゃらりー彩光 @横浜市
- 2015年 6月 - 個展 CAPCA @池袋
- 2015年 7月 - 個展 陸の家 カラバシ @葉山町
- 2015年11月 - 個展 atelier HOMMA RYOJI @逗子市